# Graham (Washington)
Graham je obec v okrese Pierce v americkém státě Washington. V roce 2010 zde žilo 23 491 po velkém růstu, který zde přirozeně nastal, jelikož se jedná o předměstí Tacomy. Z tohoto počtu obyvatel tvořili v roce 2010 83 % běloši, 4 % Afroameričané a 3 % Asiaté. 6 % obyvatelstva bylo hispánského původu. Obec patří do školního okrsku Bethel a její střední školou je Graham-Kapowsin High School.